# Crudia beccarii
Crudia beccarii är en ärtväxtart som beskrevs av Henry Nicholas Ridley. Crudia beccarii ingår i släktet Crudia, och familjen ärtväxter. Inga underarter finns listade i Catalogue of Life.